# Neocottus werestschagini
Neocottus werestschagini, vrsta ribe škarpinke (Scorpaeniformes) iz porodice Abyssocottidae koja živi na dubinama od 877 - 1400 m dubine u Bajkalskom jezeru u Rusiji.
Naraste maksimalno do 9.8 cm dužine. U Rusiji je nazivaju Рыхлая широколобка